# Franklin Mountains State Park
Il Franklin Mountains State Park è un parco montuoso a breve distanza dalla città di El Paso, nella Contea di El Paso del  Texas,  Stati Uniti d'America.

## Descrizione
L'area del più grande parco urbano negli Stati Uniti era abitata da popolazioni indigene almeno dodicimila anni fa.
Fa parte del deserto di Chihuahua anche se il suo territorio rientra in area urbana ed è ricco di flora e fauna.